# Restauracionismo
El restauracionismo, también conocido como primitivismo cristiano es la creencia de que el cristianismo ha sido o debería restaurarse de acuerdo a la llamada iglesia apostólica primitiva, lo que los restauracionistas ven como una búsqueda de una forma de religión más pura y antigua. Esencialmente, "esta visión busca corregir los defectos o deficiencias (de la iglesia) al apelar a una iglesia primitiva como modelo normativo".
Los esfuerzos para restaurar una forma más temprana y más pura del cristianismo son a menudo una respuesta al denominacionalismo. Como lo expresó Rubel Shelly, "el motivo detrás de todos los movimientos de restauración es derribar los muros de separación mediante el retorno a la práctica de los rasgos originales, esenciales y universales de la religión cristiana". Diferentes grupos han intentado implementar la visión restauracionista en una variedad de formas; por ejemplo, algunos se han centrado en la estructura y la práctica de la iglesia, otros en la vida ética de la iglesia y otros en la experiencia directa del Espíritu Santo en la vida del creyente. La importancia dada al ideal de restauración, y la medida en que se cree que se logró la restauración completa de la iglesia primitiva, también varía entre los grupos.
En términos comparables, los movimientos primitivistas anteriores (incluidos los husitas, anabaptistas, landmarkistas, puritanos y valdenses) se han descrito como ejemplos de restauracionismo, como lo han hecho muchos sabatistas del séptimo día. Para los anabaptistas, la restauración pretendía revivir de manera estudiada la vida del Nuevo Testamento. El hito (a menudo identificado con el sucesionismo bautista) es más propiamente una teoría de la continuación de la Iglesia pura a través de los siglos, reconocible por ciertas doctrinas clave, principalmente el bautismo de los creyentes. Muchos grupos han intentado generar una historia de su movimiento y una eclesiología, que se encuentra entre las dos ideas de restauracionismo y sucesionismo.
El término "restauracionismo" a veces se usa más específicamente como sinónimo del Movimiento de Restauración estadounidense. El término también es utilizado por grupos más recientes que describen su objetivo de restablecer el cristianismo en su forma original, como algunos restauracionistas carismáticos anti-denominacionales, que surgieron en la década de 1970 en el Reino Unido y en otros lugares.

## Usos del término
Los términos restauracionismo, restauracionista y restauración se usan en varios sentidos dentro del cristianismo. El "restauracionismo" en el sentido de "primitivismo cristiano" se refiere al intento de corregir las deficiencias percibidas de la iglesia actual usando la iglesia primitiva como modelo para reconstruir el cristianismo primitivo, y también se ha descrito como "iglesia practicante la forma en que se percibe que se hizo en el Nuevo Testamento". El restauracionismo se llama "apostólico" como una representación de la forma de cristianismo que siguieron los doce apóstoles. Estos temas surgen en la historia temprana de la iglesia, apareciendo por primera vez en las obras de Ireneo, y en algunos movimientos durante la Edad Media. Se expresó en diversos grados en la teología de la Reforma Protestante, siendo el protestantismo descrito como "una forma de restauracionismo cristiano, aunque algunas de sus formas, por ejemplo, las Iglesias de Cristo o los Bautistas, son más restauracionistas que otros". Varios movimientos históricos dentro del cristianismo pueden describirse como "movimientos de restauración", incluidos los Glasites en Escocia e Inglaterra, la iglesia independiente dirigida por James Haldane y Robert Haldane en Escocia, el Movimiento de restauración estadounidense, los bautistas emblemáticos y los mormones. Una variedad de movimientos más contemporáneos también se han descrito como "restauracionistas". El restauracionismo ha sido señalado como un componente básico de algunos movimientos pentecostales como las Asambleas de Dios. El término también se ha aplicado al Movimiento Británico de la Nueva Iglesia.
En mayúscula, el término también se usa como sinónimo del Movimiento de Restauración de los Estados Unidos.
El término "restauracionismo" también puede incluir la creencia de que el pueblo judío debe retornar a la tierra prometida en cumplimiento de la profecía bíblica, antes de la Segunda Venida de Cristo. El restauracionismo cristiano se usa generalmente para describir el movimiento del siglo XIX basado en esta creencia, aunque el término sionismo cristiano se usa más comúnmente para describir formas posteriores.
El "restauracionismo" también se usa para describir una forma de postmilenialismo desarrollada durante la segunda mitad del siglo XX, que fue influyente entre varios grupos carismáticos y el movimiento de la nueva iglesia británica.
El término primitivo, en contraste con otros usos, se refiere a una base formada por estudios e investigación sobre los escritos reales de los padres de la iglesia y otros documentos históricos. Dado que los documentos escritos para la iglesia subterránea del primer siglo son escasos, la iglesia primitiva transmitió su conocimiento verbalmente. Los elementos del movimiento del cristianismo primitivo rechazan la tradición patrística de la prolífica redacción extra bíblica de los conocimientos de los siglos II y III (los Padres de la Iglesia), y en su lugar intentan reconstruir las prácticas primitivas de la iglesia como podrían haber existido en el período apostólico. Para hacer esto, reviven las prácticas que se encuentran en el Antiguo Testamento.
El término apostólico se refiere a una sucesión apostólica, no corriente principal, a menudo literal o un linaje histórico que se remonta a los Apóstoles y la Gran Comisión. Estos hilos restauracionistas a veces se consideran críticamente como judaizantes en la tradición ebionita.

## Características
Los movimientos religiosos que se conocen como restauracionistas se caracterizan por la creencia en la restauración de:
- Doctrinas: como la justificación por la sola fe, de Lutero.
- Ritos: bautismo de adultos, de los anabaptistas.
- Organización eclesiológica: Hermanos de Plymouth; Movimiento de Restauración.
- Ministerio: movimientos neo-apostólicos (mormonismo). La existencia de ministros laicos como los metodistas.
- Libros religiosos: mormonismo.
- Experiencias: la glosolalia, en el pentecostalismo e irvingismo.
- Iglesia visible: Testigos de Jehová; La Luz del Mundo; Iglesia de Dios Ministerial.
- Cultura: Judaísmo mesiánico

El término se aplica especialmente al Movimiento de Restauración y, por comparación, se aplica también a otros grupos cuyo parecido es en gran parte fortuito. El nombre "Restauración" también lo emplean los grupos que descienden de los primeros seguidores de Joseph Smith, y es un término que prefieren para describirse a sí mismos antes que el que está más difundido fuera del grupo (mormonismo). La historia de ambos grupos llega a solaparse brevemente, pero otras denominaciones también son llamadas restauracionistas debido a su aspiración de restablecer el cristianismo original, de acuerdo a su propia interpretación del mismo.

## Modelos históricos
El ideal de restauración ha sido interpretado y aplicado de varias maneras. Se pueden identificar cuatro modelos históricos generales basados en el aspecto del cristianismo primitivo que los individuos y grupos involucrados intentaban restaurar. Estos son:
- Primitivismo eclesiástico
- Primitivismo ético
- Primitivismo experiencial
- Primitivismo evangélico

El primitivismo eclesiástico se enfoca en restaurar las prácticas eclesiásticas de la iglesia primitiva. Ulrico Zuinglio, Juan Calvino y los puritanos abogaron por el primitivismo eclesiástico. El defensor más fuerte del primitivismo eclesiástico en los Estados Unidos fue Alexander Campbell.
El primitivismo ético se enfoca en restaurar las normas éticas y el compromiso con el discipulado de la iglesia primitiva. Los anabautistas, Barton W. Stone y el Movimiento de Santidad son ejemplos de esta forma de restauracionismo. El movimiento a menudo requiere la observancia de mandamientos universales, como un sábado bíblico dado a Adán y Eva en el Jardín del Edén, y el calendario hebreo para definir años, estaciones, semanas y días. La circuncisión, los sacrificios de animales y los requisitos ceremoniales, tal como se practican en el judaísmo, se distinguen de los Diez Mandamientos, las leyes de noájidas y los Altos Sábados que se otorgan a toda la humanidad y están vigentes para ella. El Sermón de la montaña y, en particular, la Exposición de la Ley advierten contra el antinomianismo y el rechazo de las enseñanzas bíblicas sobre la observancia de la Ley.
El primitivismo experiencial se enfoca en restaurar la comunicación directa con Dios y la experiencia del Espíritu Santo vistos en la iglesia primitiva. Los ejemplos incluyen al movimiento de los Santos de los Últimos Días de Joseph Smith y el pentecostalismo.
El primitivismo evangélico se puede ver mejor en la teología de Martín Lutero. Lutero no fue, en el sentido más estricto, un restauracionista porque vio el esfuerzo humano para restaurar la iglesia como obras de justicia y fue muy crítico con otros líderes de la Reforma que intentaban hacerlo. Por otro lado, estaba convencido de que el mensaje del evangelio había sido oscurecido por la Iglesia católica de la época. También rechazó las tradiciones de la iglesia e insistió en las Escrituras como la única autoridad para la iglesia. Estos modelos no son mutuamente excluyentes, sino que se superponen; por ejemplo, el movimiento pentecostal ve un vínculo claro entre el primitivismo ético y el primitivismo experiencial.

## Edad media
A partir de 1470 aproximadamente, una sucesión de Papas el desarrollo de su papel en la política italiana como gobernantes de los estados papales y la política de poder dentro del colegio de cardenales. El restauracionismo en ese momento se centró en los movimientos que querían renovar la iglesia, como los Lolardos, los Hermanos de la Vida Común, los Husitas y las reformas de Girolamo Savonarola en Florencia.
Si bien estos movimientos previos a la reforma presagiaron y, a veces, discutieron una ruptura con Roma y la autoridad papal, también provocaron movimientos restauracionistas dentro de la iglesia, como los concilios de Constanza y Basilea, que se celebraron en la primera mitad del siglo XV.
Los predicadores de la época regularmente arengaban a los delegados a estas conferencias sobre simonía, venalidad, falta de castidad y celibato, y la celebración de múltiples beneficios. La falta de éxito de los movimientos restauracionistas condujo, posiblemente, a la Reforma Protestante.

## Ideología
Los restauracionistas buscaban el restablecimiento y la renovación de toda la iglesia cristiana de acuerdo al modelo establecido en el Nuevo Testamento. Daban poco valor a los credos nacidos con el tiempo en el catolicismo y el protestantismo, a los que atribuirían la responsabilidad de haber dividido al cristianismo. Algunos incluso consideraban que la Biblia también había sucumbido a una corrupción antigua o malinterpretaciones debidas a un número indeterminado de traducciones, necesitando así ser corregida.

### Reforma protestante
Artículo principal: Reforma protestante
La Reforma Protestante surgió a través de un impulso de reparar la Iglesia y devolverla a lo que los reformadores vieron como su estructura, creencia y práctica bíblica originales, y fue motivada por la sensación de que "la iglesia medieval había permitido que sus tradiciones abarroten el camino hacia Dios con honorarios y regulaciones humanas y así subvertir el evangelio de Cristo". En el corazón de la Reforma se hacía énfasis en el principio de cinco solas. Como resultado, la autoridad de la tradición de la iglesia, que había tenido precedencia práctica sobre las Escrituras, fue rechazada.
La Reforma no fue un movimiento monolítico, sino que consistió en al menos tres subcorrientes identificables: una se centró en Alemania, otra se centró en Suiza y la tercera en Inglaterra. Mientras estos movimientos compartían algunas preocupaciones comunes, cada uno tenía su propio énfasis particular. El enfoque luterano puede describirse como uno de "reforma", que busca "reformar y purificar la iglesia histórica, institucional y al mismo tiempo preservar gran parte de la tradición como sea posible." En contraste, el enfoque reformado puede describirse como uno de "restauración", que busca restaurar "la esencia y la forma de la iglesia primitiva basada en el precedente bíblico y el ejemplo." Mientras Lutero se centró en la pregunta "¿Cómo podemos encontrar el perdón de los pecados?", los primeros teólogos reformados recurrieron a la Biblia en busca de patrones que pudieran usarse para reemplazar las formas y prácticas tradicionales. Particularmente, Enrique Bullinger y Martín Bucero destacaron la restauración de los patrones bíblicos. Juan Calvino reflejó una posición intermedia entre la de Lutero y los teólogos reformados como Ulrico Zuinglio, enfatizando los precedentes bíblicos para el gobierno de la iglesia, pero como una herramienta para proclamar el evangelio más efectivamente.
Lutero se opuso a los intentos para restaurar las "formas y estructuras bíblicas" porque consideró que los esfuerzos humanos para restaurar la iglesia equivalían a obras de justicia. Buscó las "señales de la verdadera iglesia", pero le preocupaba que el enfocarse en formas y patrones podría llevar a la creencia de que "restaurando formas externas se ha restaurado la esencia". Por lo tanto, Lutero creía que restaurar el evangelio era el primer paso para renovar la iglesia, en lugar de restaurar formas y patrones bíblicos. En este sentido, Lutero puede ser descrito como un restaurador del evangelio, a pesar de que su enfoque era muy diferente al de otros restauracionistas.
La Reforma Protestante poseyó cierto impulso restauracionista que trataba de corregir la marcha de la iglesia y devolverla a la obediencia original. Pero los movimientos protestantes de reforma, incluyendo a los puritanos, aceptaron la idea de que la historia tiene cierta "jurisdicción", según apunta el historiador Richard T. Hughes. Igualmente, Mark Noll afirma que los protestantes "por mediación de la historia, adquirieron los tesoros contenidos en las Escrituras". Los protestantes creían que debían respetar la historia cuando ésta se interpretaba mediante la fe. Incluso Juan Calvino sostuvo (aunque la afirmación es enigmática) que el pasado es un "magisterio vivo". Por el contrario, los restauracionistas aspiraban a ir más allá de la historia, rebelándose contra la "jurisdicción" de los logros del pasado, para ser libres de abrazar el modelo divino revelado en un principio a los apóstoles de Cristo, esto es, el Reino de Dios.
Entre las organizaciones restauracionistas de alrededor del siglo XIX se cuentan los Hermanos de Plymouth, los Discípulos de Cristo, las Iglesias de Cristo, los mormones, los adventistas, los cristadelfianos y los Testigos de Jehová, además de los anabaptistas del siglo XVI. Son grupos muy dispares que en apariencia parecen tener pocos puntos en común; sin embargo, cuando se los observa a la luz de la temática restauracionista, se hace visible su relación. Todas estas denominaciones surgieron a partir de la creencia de que la verdadera religión cristiana había muerto muchos años atrás y era recuperada mediante sus iglesias. Algunos creen que ellos encarnan esa restauración de forma exclusiva. Otros consideran formar parte de un redescubrimiento de la práctica primitiva del cristianismo que en la actualidad puede encontrarse en muchas iglesias, incluyendo las iglesias a las que ellos pertenecen.

## Primer Gran Despertar
Artículo principal: Primer Gran Despertar
Hacia principios del siglo XIX, el resurgimiento calvinista y wesleyano conocido como el Gran Despertar había puesto en juego a las iglesias congregacionalistas, presbiterianas, bautistas y a las nuevas congregaciones metodistas que pugnaban por ganar influencia en los nacientes Estados Unidos. Sin embargo, una vez que ese gran "resurgimiento religioso" empezó a decaer, una nueva etapa de secularismo comenzó a revertir los logros que las iglesias evangélicas habían obtenido en la sociedad. Además, este nuevo resurgir había fomentado la difusión de una fuerte creencia de que la religión evangélica estaba debilitada y dividida, principalmente por una lealtad poco razonable hacia los distintos credos y doctrinas que hacían que la salvación y la unidad entre los cristianos pareciera más inalcanzable que nunca.[cita requerida]

## Segundo Gran Despertar
Artículo principal: Segundo Gran Despertar
El Segundo Gran Despertar se abrió paso por los territorios de la frontera occidental estadounidense, impulsado por la aspiración de dar preeminencia a Dios en la vida de la nueva nación americana, exaltada por una creciente actitud proclive a aceptar interpretaciones novedosas de las Escrituras, y por un celo renovado por una auténtica espiritualidad. A medida que estas tendencias iban extendiéndose, ganaban conversos para los movimientos religiosos protestantes de la época. Sin embargo, el resurgimiento tuvo un alcance que traspasó las fronteras entre denominaciones religiosas, dando lugar a resultados idénticos dentro de distintos grupos protestantes y yendo aún más lejos al disolver las lealtades que mantenían ligados a los fieles a sus distintas iglesias. Por tanto, estuvieron acompañados por una insatisfacción cada vez mayor hacia las iglesias evangélicas, especialmente respecto a la doctrina del calvinismo, que era normalmente aceptada, o al menos tolerada, en la mayoría de estos cultos.

## Restauracionistas
El restauracionismo llama la atención sobre la existencia de lo que suele conocerse como la Gran Apostasía, o el estado corrupto del cristianismo tradicional. Debido a su divisionismo, sus errores y sus compromisos con el mundo, la iglesia se apartó de la línea trazada por la iglesia fundada por Jesucristo. No habría necesidad de Restauración si no existiese una apostasía a gran escala y si hubiera una iglesia que estuviese en el modelo verdadero y legítimo del cristianismo. De este modo, los restauracionistas pueden distinguirse como grupo en su convicción de que ha habido una apostasía que ellos tratan de corregir.
Algunos de los que adoptaron el principal punto de vista restauracionista se limitaron a abandonar ciertos elementos de su propia tradición religiosa en favor de creencias aparecidas en otros movimientos primitivistas del pasado. El bautismo de adultos y por inmersión, la organización congregacionalista de la Iglesia, la  indiferencia hacia el trinitarismo, la no creencia en el infierno, la existencia de ministros laicos, teorías de la expiación no sustitucionistas, la conversión por la libre voluntad, y a menudo un papel elevado para la mujer en la Iglesia son elementos característicos de este tipo de concepciones no tradicionales.
En algunos casos, estos grupos creen que la ruptura de la esencia del cristianismo provocada por la Gran Apostasía fue tan desastrosa y total como para considerar fútil cualquier intento de recuperación del cristianismo sobre las bases existentes, siendo necesaria una restauración de tal manera radical que el único punto en común con el cristianismo tradicional sería el uso del nombre de Jesucristo.

### Siglo XIX

#### Movimiento de Restauración
Artículo principal: Movimiento de restauración
De los movimientos de alrededor del siglo XIX, el más optimista con respecto al estado del cristianismo de su época fue el Movimiento de Restauración de Stone y Campbell. Otros se refieren ocasionalmente a los seguidores de este movimiento como “campbelitas”, aunque dichos seguidores no adoptaron este nombre como denominación, por considerarlo peyorativo. Estas iglesias tratan fuertemente de evitar aplicarse cualquiera de las etiquetas de conveniencia que dividen a los cristianos, llamándose a sí mismas con nombres genéricos de origen  neotestamentario tales como Discípulos de Cristo, Iglesias Cristianas Independientes, Iglesias de Cristo Independientes, o Iglesias de Cristo. Aglutinaron a muchos miembros procedentes de las iglesias  bautista, congregacionalista, presbiteriana y metodista, así como a otros cristianos de un amplio espectro de denominaciones evangélicas y del cristianismo  unitario, con un éxito inicial sobrecogedor. Sin embargo, a medida que el movimiento iba progresando, se fueron consolidando asimismo elementos distintivos propios irrenunciables a los que de modo desaprobatorio se hacía referencia como credos no escritos, que dieron lugar por fractura a tres grupos, cada uno de los cuales se convertiría en una denominación reconocible. Quizás no existe otro movimiento que tipifique de mejor forma el Segundo Gran Despertar que el movimiento antidenominacional, el Movimiento de Restauración.

#### Santos de los Últimos Días (Mormones)
La Iglesia de Jesucristo de los Santos de los Últimos Días buscó restaurar el cristianismo primitivo después de la Gran Apostasía. Ellos consideran que las valiosas verdades del evangelio que Cristo instauró se habían perdido en el transcurso de los siglos. Los mormones creen que la pérdida de la verdad fue tan desastrosa que era necesario que existiera un nuevo profeta y nuevos apóstoles para restablecer el Reino de Dios en la Tierra. Sostienen que su restaurador, Joseph Smith, fue ese profeta.
Como parte de su misión profética Smith publicó el Libro de Mormón, que afirmó haber traducido de unas planchas de oro con la historia de unos nativos americanos procedentes originalmente del pueblo israelita. Los miembros de dicha Iglesia creen que el Libro de Mormón también es la palabra de Dios, siendo un compañero de la Biblia, entregado a los hombres en la actualidad. Este contiene la historia del pueblo que habitó en el  continente americano entre el 600 a. C. y el  421 d. C. Smith estableció La Iglesia de Jesucristo de los Santos de los Últimos Días (mormones) en 1830, la cual él y sus seguidores consideran la restauración de la iglesia creada por Cristo para nuestros tiempos.

#### Adventismo
El adventismo es un tipo de escatología cristiana que orienta su mensaje hacia una Segunda Venida de Cristo que inauguraría el Reino de Dios en un futuro inminente. Este punto de vista suele ir unido a la creencia de que Jesucristo volverá para recibir sólo a un reducido grupo de cristianos verdaderos que aguardan su venida y que se han preparado de antemano.

#### Los mileristas y el sabatismo

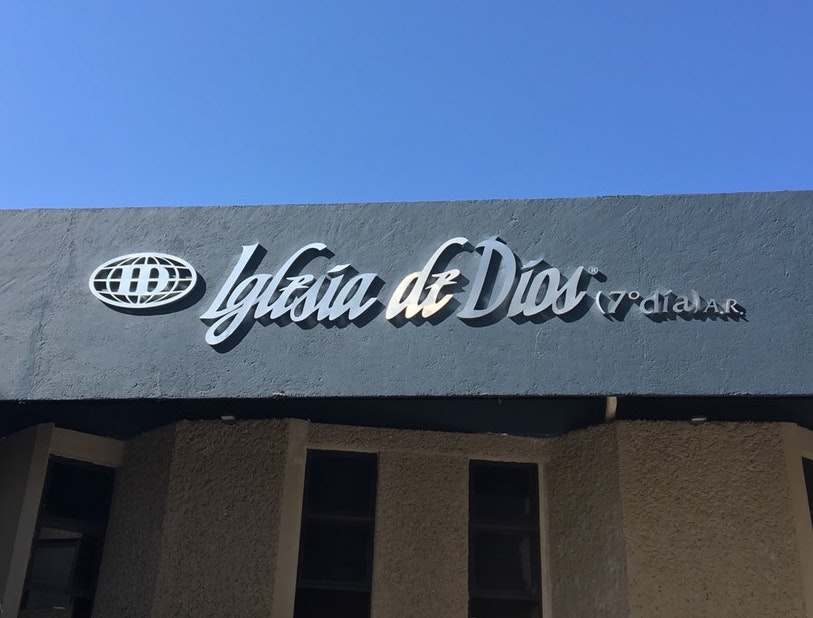
Oficinas generales de la Iglesia de Dios (Séptimo Día) en Cuernavaca, México.

Los mileristas, surgidos de la predicación de William Miller, son la familia más conocida de los movimientos adventistas. Este grupo es antecesor de los adventistas del séptimo día, una denominación que revivió enseñanzas apocalípticas al anticipar el fin del mundo. No buscaba la unidad del cristianismo sino prepararse para el retorno inminente de Jesucristo. Los mileristas buscaron la recuperación del sentimiento de inminencia por el cumplimiento de las profecías del «tiempo del fin», practicando además un literalismo a ultranza en la interpretación de la Biblia, algo que consideraban perdido en el catolicismo y protestantismo tradicionales.
Una de las principales denominaciones milleritas es la Iglesia de Dios (Séptimo Día), cuya fundación se remonta a 1858 por el ministro estadounidense Gilbert Cranmer.

#### Cristadelfianos
Los cristadelfianos fueron dirigidos inicialmente por John Thomas, un converso al movimiento restauracionista de las "iglesias cristianas", que más tarde publicó agudas críticas hacia sus correligionarios, censurándolos por su falta de disposición a abrazar el cristianismo primitivo. Sus seguidores constituyeron un movimiento nuevo después de que su líder empezara a desmarcarse con su adopción del adventismo y su rechazo a participar en política y en las Fuerzas Armadas.
Iglesia de Dios Universal
Artículo principal: Comunión Internacional Gracia
La Iglesia de Dios Universal, y mucho antes La Iglesia de Dios Radial, fue fundada en 1934 por Herbert W. Armstrong. Más tarde se dividió en muchas otras iglesias y grupos cuando la Iglesia de Dios Universal se desvinculó de los movimientos de Restauración e hizo grandes intentos de unirse a la rama protestante del cristianismo. El más grande de estos grupos, la Iglesia de Dios Viviente y la Iglesia de Dios Unida, continúan en la tradición de la Iglesia de Dios Universal, ya que en su momento estuvieron bajo el liderazgo de Herbert W. Armstrong.
Iglesia cristiana adventista
La Iglesia Cristiana Adventista no está afiliada a la Iglesia Adventista del Séptimo Día, pero se considera la segunda "de las seis denominaciones cristianas que surgieron del ministerio de William Miller". Como un cuerpo de cristianos adventistas del "primer día" establecido por la Conferencia General Cristiana Adventista en 1860, las creencias de la iglesia incluyen la "inmortalidad condicional" y una forma de "sueño del alma".
Los cristianos adventistas como George Storrs y Jonas Wendell influyeron en el movimiento de Estudiantes de la Biblia.
Estudiantes de la biblia
Artículo principal: Estudiantes de la Biblia (movimiento)
En la década de 1870, un grupo de estudio bíblico dirigido por Charles Taze Russell se formó en lo que finalmente se llamó el movimiento de Estudiantes de la Biblia. Las congregaciones de Russell no lo consideraban el fundador de una nueva religión, pero si aceptaron que ayudó a restaurar el verdadero cristianismo de la apostasía que Jesús y el apóstol Pablo predijeron. Creían que otras Iglesias se apartaron en una Gran Apostasía de la fe original en puntos importantes, y que la fe original podría restaurarse a través de una interpretación generalmente literal de la Biblia y un compromiso sincero de seguir sus enseñanzas. Se centraron en varios puntos doctrinales claves que permitían un retorno al "cristianismo primitivo", derivados de su interpretación de la Biblia, tales como: el rechazo del trinitarismo, la inmortalidad del alma y la definición del infierno como un lugar de tormento eterno. una estricta neutralidad en los asuntos políticos así como frente a la guerra, y una creencia en la manifestación inminente del Reino de Dios (o Mundo por Venir) en la Tierra.

#### Testigos de Jehová

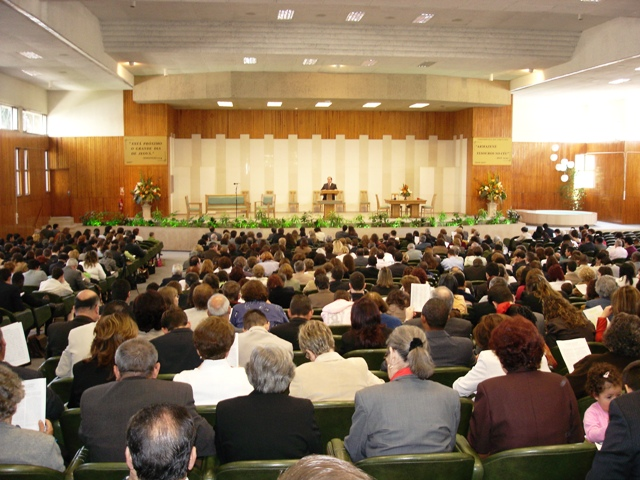
Imagen de una asamblea de los Testigos de Jehová

Los testigos de Jehová surgieron en los años 1870 a partir de un grupo de estudiantes de la Biblia dirigido por Charles Taze Russell. Ellos creían inicialmente en la urgencia de predicar el evangelio por las profecías del inminente comienzo y castigo del fin del mundo que se propuso para varias fechas pasadas. Además, creen que debido a la apostasía, se perdieron las creencias y entendimiento original, y que estas pueden recuperarse por medio de un estudio concienzudo de la Biblia y mediante un compromiso de obediencia a las enseñanzas alcanzadas de este modo. Los testigos de Jehová con base en muchas traducciones y manuscritos antiguos, como los encontrados en el mar Muerto, realizaron una edición de la Biblia con el nombre de Traducción del Nuevo Mundo, en la que, entre otros, restauraron la palabra Jehová para el nombre de Dios. No siguen el trinitarismo pues según entienden, Jesús es el hijo de Jehová (Dios) y el espíritu santo es la fuerza activa de Dios, es decir, su poder en acción. Siguen una estricta neutralidad política, la no participación en cualquier tipo de guerras o conflictos y la creencia en el Reino de Dios como único medio para solucionar de manera definitiva los problemas del mundo.
Hermanos de Plymouth
Artículo principal: Hermanos de Plymouth
Los Hermanos de Plymouth son un movimiento conservador, evangélico y restauracionista cuyo origen se remonta a Dublín, Irlanda, en 1827. El título "Los Hermanos" es uno con el que muchos de ellos se sienten cómodos, ya que la Biblia designa a todos los creyentes como "hermanos".
La primera asamblea inglesa fue en Plymouth en 1831, donde el movimiento se hizo muy conocido y las asambleas se difundieron por toda Europa y más allá. Fue organizado principalmente por George Wigram, Benjamin Wills Newton y John Nelson Darby. El movimiento pronto se extendió por todo el Reino Unido. Para 1845, la primera asamblea inglesa en Plymouth tenía más de 1000 personas en comunión. Se hicieron conocidos como "los hermanos de Plymouth" y pronto se les llamó simplemente "Hermanos de Plymouth".
Para 1848, la divergencia de práctica y creencia condujo al desarrollo de dos ramas separadas. La ruptura fue causada principalmente por una diferencia de opiniones entre John Nelson Darby y Benjamin Wills Newton con respecto a la escatología. Pese a que luego se generaron más divisiones, las asambleas a menudo se generalizan en dos categorías principales: "Hermanos abiertos" y "Hermanos exclusivos".
El teólogo John Duncan criticó al movimiento de los Hermanos diciendo que "Para terminar con el sectarismo, los Hermanos de Plymouth comenzaron haciendo una nueva secta, y esa secta, de todas las sectas, la más sectaria".

### Siglo XX
Tabernaculo Branham
Las iglesias del tabernaculo Branham fueron fundadas a mediados del siglo xx por el pastor pentecostal William marrion Branham quien dijo haber recibido revelaciones espirituales para restaurar la fe original de la iglesia.

#### Iglesia Ministerial
La Iglesia de Dios Ministerial de Jesucristo Internacional surgió hacia los años 1970 gracias al pastor evangélico Luis Eduardo Moreno y su esposa María Luisa Piraquive. Esta Iglesia considera que tiempo después de la muerte de los apóstoles se generó en la Iglesia Primitiva un gran caos, en el que sus dirigentes se alejaron de la verdadera enseñanza de Jesús, por lo que Dios se apartó, dejando de manifestarse entre ellos; pero la Iglesia fundada por Jesucristo se conservó entre un pequeño número de personas y familias que continuaron luchando por guardar lo establecido por Dios, y fueron transmitiendo sus verdaderas enseñanzas de generación en generación, aconteciendo algunos avivamientos, especialmente en los siglos XVI, XVII y XVIII, hasta los años 70's del siglo XX, donde se dio un despertar de la Iglesia de Jesucristo.

## Cronología restauracionista de la Gran Apostasía
Los mormones son los que atribuyen una antigüedad mayor a la apostasía, situándola tras la muerte del último de los doce apóstoles de Cristo, sin una fecha exacta (en torno al año 100).
Los sabatistas coinciden en general en que la fecha aproximada de 135 d. C. supone el inicio de la apostasía. San Justino Mártir, en torno al 160 d. C., había apoyado de forma explícita el culto en domingo, de modo que los sabatistas lo consideran un apóstata. Sin embargo, la Iglesia primitiva, en tiempos de San Hipólito, registraba una observancia continuada del Sabbat (sábado) como celebración de la creación, y del domingo conmemorando la Resurrección. Los sabatistas consideran que la apostasía no fue completa sino hasta que la Iglesia dejó de observar el sábado, algún tiempo después de Constantino el Grande.
El Movimiento de Restauración de Stone y Campbell considera que la Gran Apostasía fue un proceso gradual. Alrededor del año 100 d. C. Ignacio de Antioquía impulsó la obediencia a los obispos, cosa que algunos consideran el inicio de la idea de un clero profesionalizado que empezó a situarse en una posición por encima de los creyentes, iniciando un proceso de corrupción gradual que desembocaría en el "hombre de pecado" que había sido profetizado. El bautismo infantil, condenado por los restauracionistas como una medida de inclusión en la Iglesia por la fuerza, sería otro paso hacia la apostasía. Estos creen que, al menos hasta la época de Tertuliano, sólo se practicaba el bautismo de personas adultas, habiéndose introducido de forma muy localizada el bautismo de niños en torno a la época de San Ireneo. Los campbelitas con frecuencia no admiten visiones del pecado original que impliquen una corrupción de la misma naturaleza humana, sino que sólo admiten que se ha producido el malogramiento de la cultura, tradiciones o entorno habituales de la humanidad. Al igual que otros restauracionistas, consideran que mediante la alianza entre la Iglesia y el Estado en el reinado de Constantino, la Iglesia quedó cautiva gracias al poder excesivamente centralizado de los obispos. Finalmente, el surgimiento de la idea de supremacía y autoridad universal del obispo de Roma se contempla como elemento que completaría el cuadro de la Gran Apostasía, del cual la Reforma Protestante sería sólo una enmienda incompleta, pero que habría dado frutos cercanos a lo perfecto en los anabaptistas y los bautistas.